# Goto Taro
Taro Goto (sinh ngày 24 tháng 12 năm 1969) là một cầu thủ bóng đá người Nhật Bản.

## Sự nghiệp câu lạc bộ
Taro Goto đã từng chơi cho Nagoya Grampus Eight và JEF United Ichihara.